# Camara Moussa Seydi Boubou
Cámara Moussa Seydi Boubou (Dakar, 29 de octubre de 1953) es un político mauritano, ministro de Equipamiento y Transportes.
Doctor en Derecho por la Universidad de Lille, especializado en derecho empresarial, económico y comercial.
Ha realizado toda su labor profesional en la Sociedad Mauritana de Electricidad (SOMELEC), donde ha sido asesor jurídico, Jefe de centro en varias ubicaciones de la empresa a lo largo del país y Director de su Escuela de Oficios. Desde el 31 de agosto de 2008 es ministro de Equipamiento y Transportes en el gobierno bajo control militar surgido tras el golpe de Estado de ese mismo año, con Mulay Uld Mohamed Laghdaf como primer ministro.